# Boris Fjodorovič Godunov
Boris Fjodorovič Godunov (12. srpna 1552 – 23. dubna 1605) byl od roku 1598 ruský car.

## Cesta vzhůru
Boris Godunov pocházel z ruského šlechtického rodu Godunovových. Jeho předkové byli bojary z Kostromy. Později Godunovové zchudli a byli pouze statkáři hospodařící ve vjazemské oblasti. Po smrti otce v roce 1569 se Borise ujal jeho strýc Dmitrij Godunov. Po zavedení opričniny se Moskevská Rus rozdělila na dvě části, a to na Opričninu a na Zemštinu. Borisův strýc byl přijat na moskevský dvůr a dostal vedoucí místo v jednom vládním úřadu.
V 70. letech 16. století začala stoupat hvězda Borise Godunova. V roce 1571 byl svědkem svatby cara Ivana Hrozného s Martou Sobakinovou. V témže roce se Boris oženil s Marjou, dcerou Maljata Skuratova. Jeho sestra Irina Godunovová se roku 1580 provdala za careviče Fjodora, syna Ivana IV. Hrozného. Po Ivanově smrti se stal carem jeho slabomyslný syn Fjodor I. Ivanovič a jeho švagr Boris Godunov se postupně prosadil jako regent a faktický vykonavatel panovnické moci v Rusku.

## Regent a car
V té době ještě žil další Ivanův syn, carevič Dimitrij (nar. 1582). Po smrti Ivana IV. byl Dimitrij se svou matkou poslán na do Ugliče, kde zůstal sedm let, načež zde v roce 1591 zahynul za dosud nevyjasněných okolností ranou nožem do hrdla. Podezření, že si vraždu objednal Boris Godunov, trvá dodnes. Oficiální vyšetřování provedl bojar Vasilij Šujskij. Podle tohoto vyšetřování si carevič způsobil smrtelné zranění sám nešťastnou náhodou, když při hře s nožem dostal epileptický záchvat. Pokud měl Boris Godunov skutečně tento zločin na svědomí, vracel se mu jako bumerang: postupně několik osob se za Dimitrije vydávalo a již první z nich, Lžidimitrij I., přispěl k tomu, že pracně vybudované Godunovovo dílo se po jeho smrti ocitlo v troskách.
Fjodor I. zemřel v roce 1598 a jeho švagr se pak na příštích sedm let stal carem. Za jeho vlády se zlepšilo mezinárodní postavení Ruska. Dobyl nazpět území ztracená v Livonské válce, získal část Sibiře a Kavkazu.

## Po Borisově smrti
Po smrti Borise Godunova v roce 1605 se carem stal jeho syn Fjodor II. Borisovič. Jinoch byl velmi vzdělaný, inteligentní a rozumný. Zanedlouho však v Moskvě vypukla vzpoura, kterou vedl bývalý mnich Lžidimitrij. Mladého cara Fjodora i jeho matku zavraždili. Jejich těla byla vystavena na ukázku. Zatím vynesli ostatky Borise Godunova z Archangelského chrámu a pohřbili je ve Varsofjevském chrámu. Zde pochovali i jeho rodinu. V roce 1606 ostatky rodiny Godunovových podle nařízení nového cara Vasilije Šujského slavnostně přeneseny do Svatotrojického kláštera, kde spočívají dodnes.